# Kalium-tert-butoxide
Kalium-tert-butoxide, vaak afgekort tot KOtBu, is een witte, op bordkrijt lijkende organische verbinding, die in de synthetisch organische chemie veel gebruikt wordt als base in eliminatiereacties.

## Synthese
Hoewel de stof commercieel verkrijgbaar is, wordt kalium-tert-butoxide doorgaans in situ in het laboratorium bereid. De reden hiervoor is dat de stof snel verontreinigd raakt met kaliumhydroxide en andere ontledingsproducten. Vooral de laatsten zijn verantwoordelijk voor de vaak grauwe kleur van de stof. Zuivering van de stof is mogelijk door sublimeren onder vacuüm: de stof wordt in een vacuüm gezogen container verwarmd tot 220°C, terwijl er een koelvinger in het bovengedeelte van de container aanwezig is.
De klassieke bereidingswijze van kalium-tert-butoxide is de reactie van droge tert-butanol met metallisch kalium onder inerte atmosfeer. De stof wordt verder gezuiverd door sublimatie onder vacuüm.

## Toepassingen
De oplosbaarheid van kalium-tert-butoxide in veelgebruikte organische oplosmiddelen is goed, waardoor een homogeen reactiemengsel mogelijk is van uitgangsstof en reagens. De reactieproducten bestaan bij een eliminatiereactie (als de reactie goed verlopen is) uit het beoogde alkeen, het kaliumzout van de leaving group en 2-methyl-2-propanol. Door het reactiemengsel in water uit te gieten en vervolgens de afgescheiden organische laag in te dampen wordt het alkeen verkregen.
De effectiviteit van kalium-tert-butoxide bij eliminatiereacties wordt veroorzaakt door de volumineuze tert-butylgroep, die nucleofiele substituties (zoals in de Williamson-ethersynthese of bij SN2-reacties) zo goed als onmogelijk maakt. De werking ervan is vergelijkbaar met die van LDA, hoewel de basiciteit van kalium-tert-butoxide lager ligt.

## Reacties
Naast de hierboven beschreven reactie reageert kalium-tert-butoxide ook snel met water onder vorming van kaliumhydroxide en tert-butanol. De aanwezigheid van het hydroxide leidt vervolgens tot reactieproducten welke de stof een bruinige kleur geven. Hoewel bewaren onder stikstof de houdbaarheid van de stof in gesloten verpakking positief beïnvloedt, is eenmaal openen van de verpakking al voldoende om met de uit de lucht aangetrokken hoeveelheid vocht de reactie te starten.